# Надеждино (Кушнаренковский район)
Надеждино — упраздненная в 1986 году деревня Старокурмашевского сельсовета Кушнаренковского района Башкирской АССР.

## История
В 1952 году с. Надеждино центр Надеждинского сельсовета.
Исключена из учетных данных Указом Президиума ВС Башкирской АССР от 12.12.1986 N 6-2/396 «Об исключении из учетных данных некоторых населенных пунктов»).

## Географическое положение
Расстояние до:
- районного центра (с. Кушнаренково): 10 км,
- железнодорожной станции (Уфа): 62 км.

## Население
В 1895 г. в селе Надеждино проживало 356 человек, в 1920 г. — 528.

## Известные уроженцы
- Васильев, Кузьма Андреевич (1895—19??) — советский военачальник, полковник.